# Szép Aba
Nagy Aba vagy Szép Aba, olykor Aba (Oromhegyes, ? – Rozgony, 1312. június 15.) Csák Máté egyik familiárisa és seregvezére.

## Élete
A honfoglaló Aba nemzetség Galgóci- (Galgóczy-)ágának tagja volt. Apját szintén Abának hívták; fia Miklós comes. A 13/14. század fordulóján hatalmas, Nyitrától és Nagyszombattól a Kis-Kárpátok keleti lejtőjéig terjedő birtoktömböt egyesített Északnyugat-Magyarországon Galgóc központtal. Ennek hangsúlyos eleme volt a berencsi várispánság — a névadó Berencs várát Szép Aba építtette (mivel Berencs várát már a tatárjárásról beszámolók is említik, föltehetőleg egy korábbi, kisebb vár helyén). Másik jelentős vára Szenice volt — mindkettő Nyitra vármegyében (Kristó 1978, p. 73.).
1304-ben, miután Csák Máté (is) elpártolt Vencel királytól, az országból kivonuló cseheket hűbérurának megbízásából Szép Aba tartóztatta fel Szenicénél; a továbbhaladáshoz a cseheknek meg kellett ostromolniuk a várat.
1312-ben Csák Máté fő seregének élén Abát küldte a Károly Róbert ellen fellázadt Amadé-fiak megsegítésére. Aba májusban fölmentette Sáros várát, amit a király március óta ostromolt. Ezután az általa vezetett segélyhadat egyesítette az Abák seregével, amit Balassa Demeter vezetett, és közösen fogtak Kassa ostromához. Ezt félbehagyták, hogy megütközzenek a Szepességből visszatérő király felmentő seregével.
A rozgonyi csatát csatát a király nyerte; egy váratlan oldaltámadásban elesett Aba, valamint Balassa Demeter és Amadé két fia is.
Aba fia, Miklós Csák Máté nemese maradt. Máté 1316 szeptember 26-án kiadott oklevelében a jókői várnagy Mókát veszi védelmébe Miklóssal szemben, akit Móka vagy emberei megcsonkítottak és megvakítottak.